# Scotura auriceps
Scotura auriceps är en fjärilsart som beskrevs av Butler 1878. Scotura auriceps ingår i släktet Scotura och familjen tandspinnare. Inga underarter finns listade.